# Lenguas tepimanas
Las lengua tepimanas constituyen un grupo filogenético dentro de la familia uto-azteca habladas por los grupos pimas que se extienden desde Arizona en el norte hasta Durango en el sur.

## Clasificación
Las lenguas tepimanas se clasifican como sigue:
1. Pima
  1. O'odham (pima alto, pápago)
  2. Pima Bajo (pima de la montaña, névome)
2. Tepehuán
  1. Tepehuán septentrional
  2. Tepehuán meridional
3. Tepecano (†)

## Descripción lingüística

### Morfología
Las lenguas tepimanas son lenguas aglutinantes, en las palabras están constituidas por un número considerable de afijos añadidos a una raíz.

### Comparación léxica
Los numerales en diferentes variedades de lenguas tepimanas son:
| GLOSA | Pimano           | Pimano   | Tepehuán              | Tepehuán       | PROTO- TEPIMANO |
| GLOSA | Névome           | O'odham  | Del norte             | del Sur        | PROTO- TEPIMANO |
| ----- | ---------------- | -------- | --------------------- | -------------- | --------------- |
| '1'   | hɨmak            | hɨmako   | imo(ko)               | mɑːʔn          | *hɨma-k         |
| '2'   | goːk             | goːk     | goːka(du)             | goːk           | *goː-k          |
| '3'   | vaik             | waik     | vaik                  | βɑɪk           | *βai-k          |
| '4'   | maːkav           | giʔik    | maːko makoba          | ˈmɑːkoβ        | *maːkoβa        |
| '5'   | mavɨːs           | hɨtasp   | taːma                 | hiʃ.tʃɑˈmɑm    |                 |
| '6'   | vusin            | tʃuːdp   | nadhami               | hiʃ.humˈmɑːʔn  |                 |
| '7'   | (sieːt)          | wɨwaʔak  | kuvaːrakami           | hiʃ.humˈgoːk   |                 |
| '8'   | ɡoko makav (2x4) | gigiʔik  | mamakoba (2x4)        | hiʃ.humˈβɑɪk   |                 |
| '9'   | (nueːv)          | humuk    | tubuxtama             | hiʃ.humˈmɑːkoβ |                 |
| '10'  | aipivɨːs         | wɨstmaːn | baixtama baivux taːma | mɑmˈbɨːʃ       |                 |